# Mountainburg
Mountainburg est une municipalité du comté de Crawford, dans l'État de l'Arkansas aux États-Unis.

Statue de dinosaure dans le parc de la ville

## Démographie
| 1930 | 1940 | 1950 | 1960 | 1970 | 1980 |
| ---- | ---- | ---- | ---- | ---- | ---- |
| 213  | 185  | 405  | 402  | 524  | 595  |

| 1990 | 2000 | 2010 | - | - | - |
| ---- | ---- | ---- | - | - | - |
| 488  | 682  | 631  | - | - | - |